# Museu Nacional d'Història de Letònia
El Museu Nacional d'Història de Letònia (en letó: Latvijas Nacionālais vēstures muzejs) és un museu d'història de Letònia a Riga. Va ser fundat el 1869 per la Societat Letona de Riga.

## Història

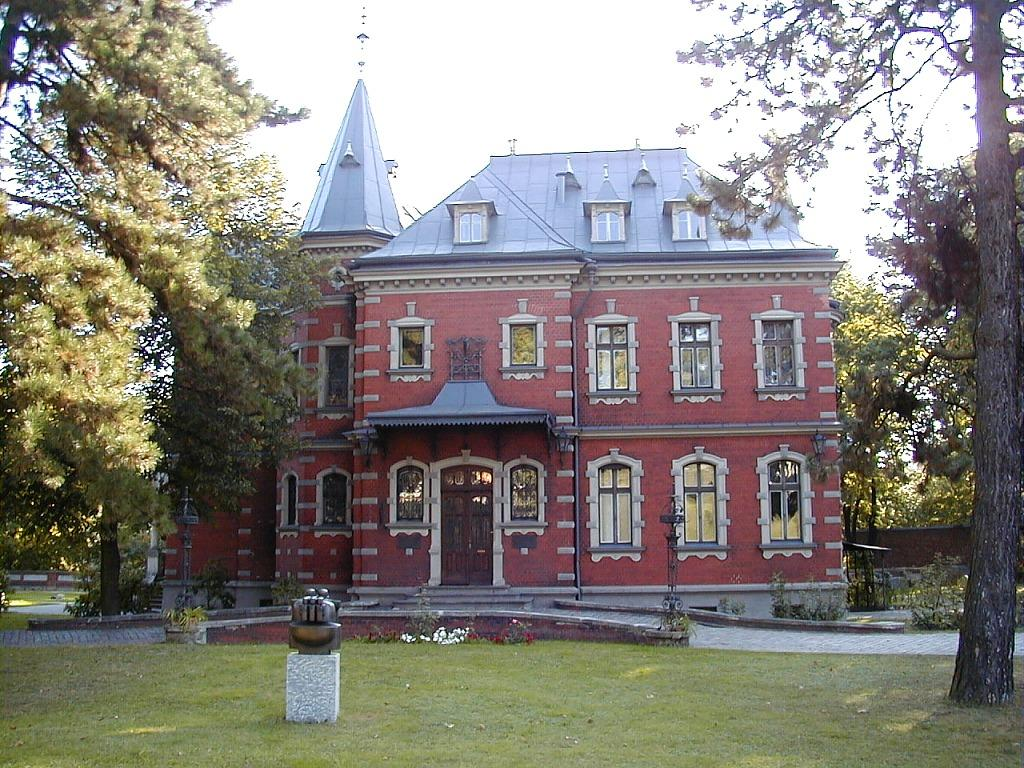
Una de les seus actuals des de 2010 del museu anomenat Dauderi

Des de 1920 ha estat situat al Castell de Riga i el 1924 va assolir el títol de museu estatal. La seva missió és "recollir, conservar, investigar i difondre la cultura espiritual i material de Letònia i el món des de l'antiguitat fins als nostres dies, en la part arqueològica, etnogràfica, numismàtica, i el significat històric i artístic, en interès de la nació letona i la seva gent ".
Després d'un incendi succeït al castell l'any 2013, el museu es va tancar, fins al 15 de maig 2014 quan la col·lecció permanent i les exposicions es van traslladar a l'edifici de Bulevard Brīvības 32.
El museu té un nou departament des de 2010 en la mansió Dauderi de Riga edificada el segle xix y ocupada entre 1937 i 1940 com a casa d'estiueig pel president Kārlis Ulmanis. Va obrir les portes com a Museu de Cultura l'any 1990.

## Cronologia del nom
- 1869-1924: Museu letó (més tard - Museu Etnogràfic) (Latviešu muzejs -Etnogrāfiskais muzejs)
- 1924-1945: Museu Estatal d'Història de Letònia (Latvijas Valsts vēsturiskais muzejs)
- 1945-1956: Museu d'Història Central de la República Socialista Soviètica de Letònia (Latvijas PSR Centrālais Valsts vēstures muzejs)
- 1956-1990: Museu d'Història de la República Socialista Soviètica de Letònia (Latvijas PSR Vēstures muzejs)
- 1990-2006: Museu d'Història de Letònia (Latvijas Vēstures muzejs)
- 2006-present: Museu Nacional d'Història de Letònia (Latvijas Nacionālais vēstures muzejs)